# Reinhard Hilker
Reinhard Hilker (* 22. November 1899 in Hagen; † 10. März 1961) war ein deutscher Maler und Graphiker, der für seine Heimatbilder bekannt ist.

## Leben
Als Kind erkrankte Reinhard Hilker und ertaubte. Ausweislich der Angaben einer Galerie besuchte er 1914–18 die Städtische Gewerbliche Fortbildungsschule (aus der die „Folkwang-Malerschule“ hervorging). Zu seinen Lehrern habe Max Austermann gehört. Hilker habe in dieser Zeit auch den Hagener Maler Christian Rohlfs kennengelernt, mit dem ihn eine lebenslange Freundschaft verbunden habe. 1919–20 studierte Hilker am staatlichen Kunst-, Architektur- und Designschule Bauhaus in Weimar in der Klasse von Lyonel Feininger und u. a. in einem Grundkurs von Johannes Itten. Er begann seine künstlerische Laufbahn zunächst als Postkartenmaler und Karikaturist. 1920 hatte eine erste Einzelausstellung im Folkwang-Museum in Hagen.
In den 1920er Jahren 1921–1927 war Hilker Mitglied der Künstlerzusammenschlüsse „Der Fels“ und „Hagenring“. Im regionalen Raum wurde er vor allem seine „Heimatblätter“ bekannt, Linol- und Holzschnitte mit alten Ansichten aus den Hagener Stadtteilen.
1927 wurde er als Mitglied des Deutschen Künstlerbundes aufgenommen. Hilker trat zum 1. Mai 1933 der NSDAP (Mitgliedsnummer 3.196.715) und im selben Jahr auch der SA bei, im Jahr darauf wurde er in die Reichskammer der bildenden Künste aufgenommen. In einer späteren Rezeption seines Wirkens in der NS-Zeit gibt es die unbelegte Behauptung, „die Nazis“ hätten ihn „mit Beschlagnahme und Arbeitsverbot überzogen“. Tatsächliche wurden 1937 in der Aktion „Entartete Kunst“ nachweislich mehrere frühe Arbeiten Hilkers, die dem Nazi-Kunstkanon widersprachen, aus öffentlichen Sammlungen beschlagnahmt und vernichtet. Es spricht jedoch nichts dafür, dass Hilker weitere persönliche  Nachteile erfuhr, für das es keine Belege gibt, vielmehr Nachweise dafür, dass Hilker sich mit dem NS-Regime arrangierte. Er fertigte u. a. für das Städtische Museum mehrere Auftragsarbeiten an, arbeitete für die Lokalpresse und stellte z. B. ein antisemitisches Aquarell des ersten Hagener Karnevalszug im März 1935 her. Zugleich leitete er das Hagener Büro der Reichskammer der bildenden Künste und der Reichskulturkammer.
Nach NS-Ende setzte er seine Tätigkeit als regional bekannter Maler fort. 1950/1951 bekam er anlässlich seines 50. Geburtstages eine Ausstellung im Karl-Ernst-Osthaus-Museum in Hagen, und im Jahr darauf wurden seine Linolschnitte im Hagener Heimatmuseum gezeigt. Am 19. November 1953 heiratete Reinhard Hilker in zweiter Ehe die ebenfalls gehörlose Glasschleifkünstlerin Irmgard Bohn. 1958 stellte er im Märkischen Museum in Witten aus. 1959 wurde ihm in Wiesbaden die Goldene Medaille für Graphik verliehen, im Jahr darauf folgte die letzte Einzelausstellung vor seinem Tod im Gustav-Lübcke-Museum in Hamm. Seine Werke waren auf Ausstellungen u. a. in Dortmund, Wiesbaden, Düsseldorf, Dresden, Berlin und Hagen zu sehen.
Das Karl-Ernst-Osthaus-Museum in Hagen ist mittlerweile im Besitz einer Vielzahl von Bildern von Reinhard Hilker. Diese werden immer wieder ausgestellt und 2007 wurde die Ausstellungsreihe KEOM im Karree des Osthaus-Museums in der Sparkasse Hagen mit den Hagener Stadtansichten von Reinhard Hilker eröffnet.

## 1937 als „entartet“ aus öffentlichen Sammlungen beschlagnahmte und vernichtete Werke
- Schwebebahn (Holzschnitt; Kupferstichkabinett Dresden)
- Christian Rohlfs im Atelier (Holzschnitt)
- Tanzdiele (Holzschnitt; Kupferstichkabinett Dresden)
- Spaziergang (Holzschnitt; Kunstsammlungen der Stadt Düsseldorf)
- Figürliches (Mappe mit sechs Holzschnitten, 1922; Museum für Kunst und Heimatgeschichte Erfurt)
- Bildnis Christian Rohlfs (Linolschnitt, 34,5 × 26 cm, 1920; Städtische Kunstsammlung Gelsenkirchen)[15]
- Rohlfs im Atelier (Holzschnitt; Kupferstichkabinett Dresden, Weitere Exemplare der mutmaßlich selben Arbeit auch aus dem Städtische Museum Hagen und der Städtischen Bildergalerie Wuppertal-Elberfeld)
- Ausfahrt (Städtische Bildergalerie Wuppertal-Elberfeld)
- Bildnis Christian Rohlfs (Kreide-Zeichnung, Museum Folkwang Essen)

## Sicher belegte Teilnahme an Ausstellungen in der Zeit des Nationalsozialismus
- 1937: Dortmund, Haus der Kunst (Kunstausstellung des Hilfswerks für die deutsche bildende Kunst in der NS-Volkswohlfahrt)
- 1938, 1940 und 1942: Dortmund, Haus der Kunst („Große Westfälische Kunstausstellung“)